# 金红石
金红石（英語：rutile）是一种主要成分为二氧化钛的矿物，在矿物学上属于金红石族。属于四方晶系，是二氧化钛最稳定的型態。此外，二氧化钛的同质多象变体还有板钛矿、锐钛矿和赤荻石等。

## 名称
其英文名称起源于拉丁语rutilus，由18世纪德国著名地质学家维尔纳命名，意为“浅红色”。

## 成分
金红石属于TiO2的三个同质多象变体之一，也是在自然界分布最广的那个。常含Fe2+、Fe3+、Cr、Nb、Ta、Sn等类质同象混入物。其中富含Fe时被称为铁金红石。Fe2+和Nb5+（Ta5+）可与Ti4+构成异价类质同象替换，当Nb含量大于Ta时，称铌铁金红石，当Ta含量大于Nb时，称为钽铁金红石。金红石的成分可以作为标型特征：碱性岩中的金红石常富含Nb；基性岩和岩浆碳酸盐中的金红石往往含V；伟晶岩中的金红石通常含Sn；月岩中的金红石则富含Nb和Cr。

## 形态
金红石晶体质脆，属四方晶系。常见完好的四方短柱状、长柱状或针状，与形成条件有关；双晶呈膝状双晶和三连晶以及环状六连晶，也可见非常少见的心状双晶；集合体呈致密块状。金红石具有平行于柱面的两组不明显的解理。

## 光学性质
金红石常见褐红色、暗红色，也可见黄色、橘黄色、绿色，铁含量高者呈黑色。具金刚光泽至金属光泽，半透明至不透明。
其光性为一轴晶正光性，折射率为2.616~2.903，双折射率为0.288~0.294，色散为0.280~0.330。具多色性：黄至褐色，暗红色至暗褐色；钽铁金红石为灰、黄、棕黄，绿，红棕；铝铁金红石为黄绿、红褐，暗褐绿、褐黑。

在紫外荧光灯下呈惰性。

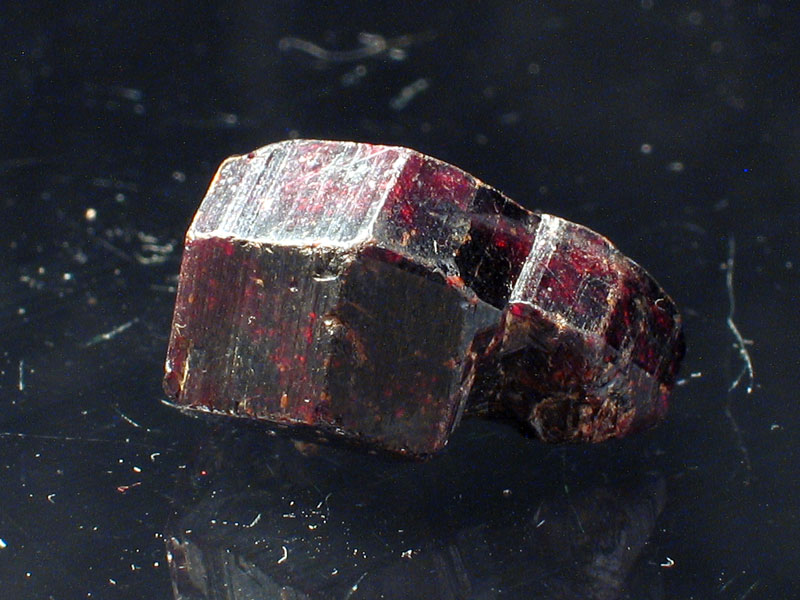
块状金红石晶体
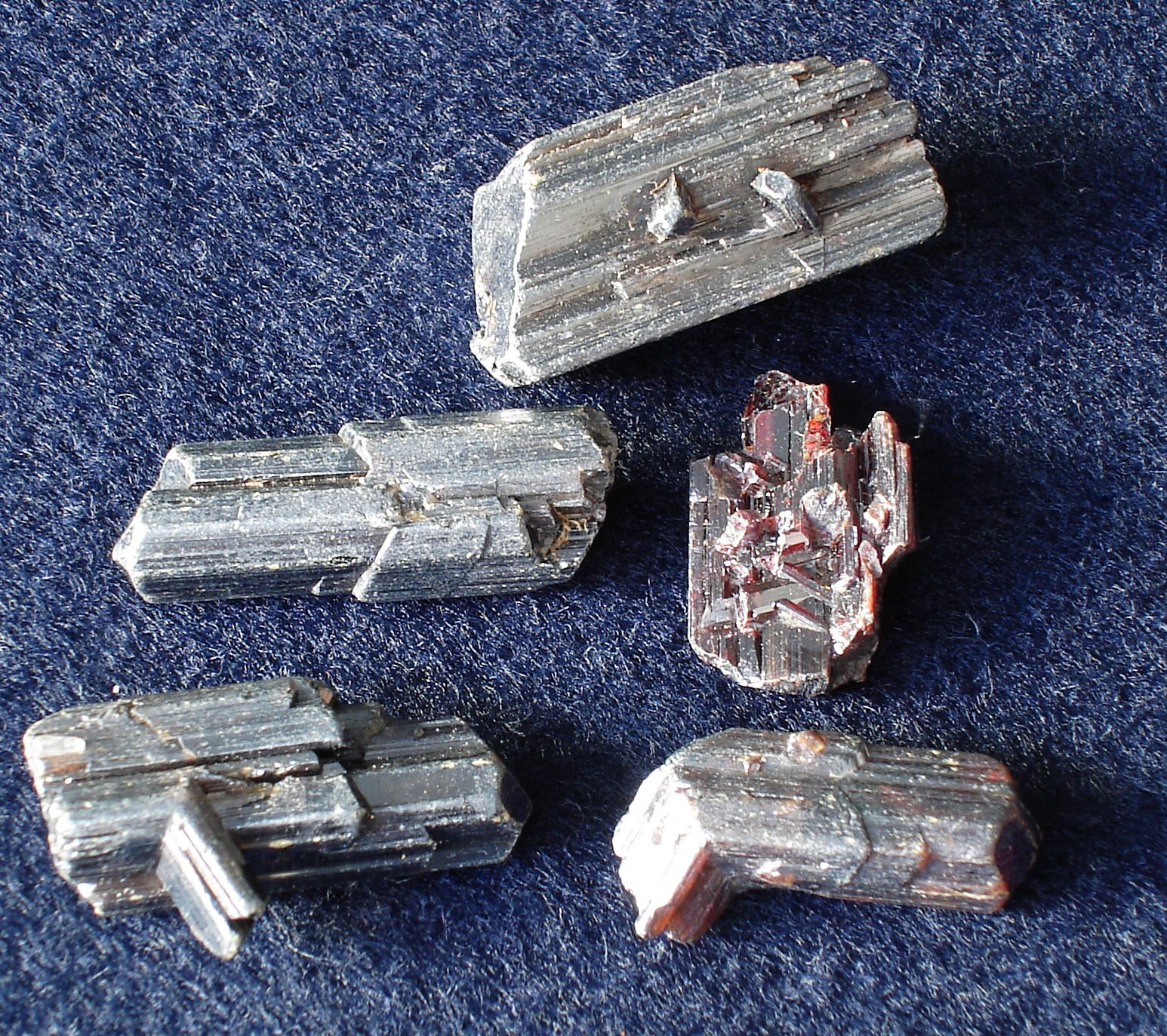
金红石晶体，巴西产

## 产地&产状
金红石形成于高温条件，主要产于变质岩系的含金红石石英脉和伟晶岩脉中，此外常在火成岩中作为次生矿物出现，或以粒状见于片麻岩中。由于其良好的化学稳定性，在经过岩石风化后，也常见于砂矿中。
大而漂亮的金红石晶体主要产于澳大利亚、巴西、美国、墨西哥、挪威、马达加斯加和瑞士。其它产地还有俄罗斯、法国、中国的湖北、山西等。

## 应用
天然金红石作为矿物包体十分常见，如金红石发晶、红宝石、蓝宝石等，常常是宝石各种特殊光学效应的成因之一。合成金红石曾被用于仿钻，被称为“五色钻”。黑色金红石曾被切磨成刻面宝石以用于丧礼首饰。 
金红石是炼钛的矿物原料。钛合金广泛运用于军工、化工等领域。人工金红石可制造优质的电焊条；钛白粉可用于制造白色颜料、油漆、涂料、人造丝的减光剂、白色橡胶和高级纸张的填料 。

## 参阅
- 矿物列表
- 宝石
- 锡石
- 软锰矿
- 斯石英